# Дом-музей Таира Салахова
Дом-музей Таира Салахова (азерб. Tahir Salahovun ev-muzeyi) — музей в Баку, одна из достопримечательностей исторического района Ичери-шехер (Старый город), расположен на ул. Ильяса Эфендиева, 55 / 3-й переулок Ильяса Эфендиева.

## Экспозиция
Экспозиция музея посвящена жизни и творчеству азербайджанского советского художника Таира Салахова (1928—2021). В значительной мере в музее удалось сохранить обстановку детских лет художника.
Более 600 своих картин музею подарено самим автором.

## История
Музей был создан по личному указанию президента Азербайджана Ильхама Алиева в 2011 году и открыт в 2012 году в доме, где родился и вырос художник.